# David Gloxin (Politiker, 1568)

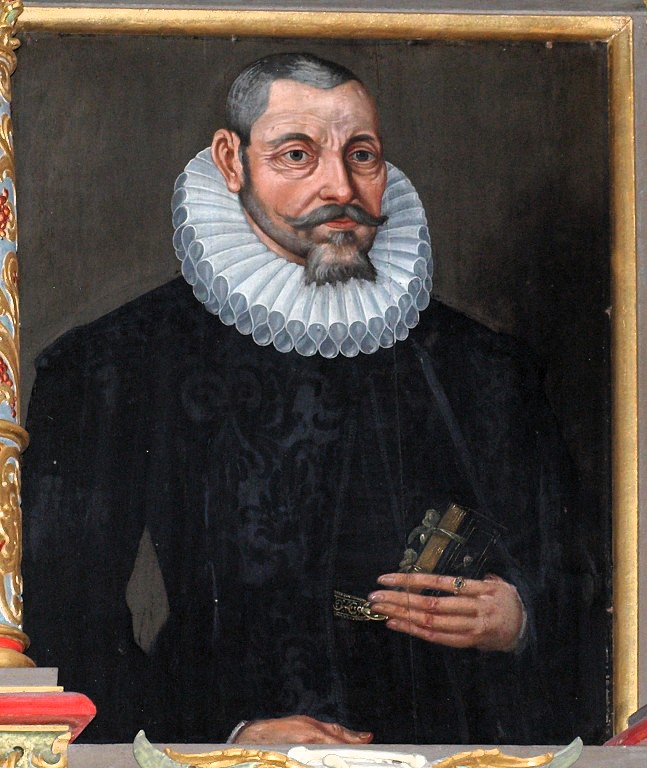
David Gloxin auf seinem Epitaph

David Gloxin (* 8. Februar 1568 in Arnswalde; † 11. September 1646 in Lübeck) war ein deutscher Bürgermeister in Burg auf Fehmarn.

## Herkunft
David Gloxins Familie stammte väterlicherseits aus Frankfurt an der Oder. Sein Vater Balthasar Gloxin († 1604) war in Arnswalde Pastor und Superintendent. Dessen Bruder Benjamin Gloxin war Apotheker und Bürgermeister von Worms und begründete dort den südwestdeutschen Zweig der Gloxin. Die Pflanzengattung der Gloxinien geht auf den Botaniker und Arzt Benjamin Peter Gloxin (1765–1794) in Colmar aus dem südwestdeutschen Familienzweig zurück.

## Leben
David Gloxin wurde nach dem Studium an der Universität Wien 1588 zunächst Rektor der Lateinschule in Woerden in den Niederlanden. 1592 heiratete er dort seine erste Frau Margareta von Hövelstein († 1609). Sie war die Tochter des Schultheiß Gisebrecht von Hövelstein in Bodegraven. Aus dieser Ehe hatte er mehrere Kinder, darunter David den Jüngeren, der als Jurist Syndicus der Hansestadt Lübeck und später deren Bürgermeister wurde, Balthasar (1601–1654), der holsteinischer Kanzleirat und Lübecker Domherr wurde, und Gysebrecht; letzterer war 1614 im Lübecker Marstall inhaftiert und wurde später Organist in Stettin.
1595 ließ David Gloxin sich als Stadtsekretär und Organist in Burg auf Fehmarn nieder. 1608 wurde er Ratsherr, blieb aber bis 1612 gleichzeitig Organist. Durch Kornhandel kam er zu Wohlstand. Er pflegte eine enge Verbindung nach Lübeck, wohin er seine Söhne auf das Katharineum schickte. Nach dem Tod seiner ersten Frau heiratete er die Lübeckerin Gertrud Conrads, Schwester des Lübecker Ratssekretärs Johann Conrad.
David Gloxins zweite Frau starb 1626. Nach der verlorenen Schlacht bei Lutter während des Dreißigjährigen Krieges flohen dänische Truppen nach Fehmarn, das eigentlich zu Schleswig-Holstein-Gottorf gehörte. Kaiserliche Truppen folgten im Herbst. David Gloxin als ältester Ratsherr wurde beauftragt, mit den Eindringlingen zu verhandeln, obwohl er eigentlich bettlägerig war. Er konnte die Besatzung nicht verhindern. Wegen seiner schweren Erkrankung verließ er die Insel und ließ sich bei seinen Söhnen in Lübeck gesundpflegen. Nachdem der dänische König Christian IV. die Insel im Frühling 1628 zurückerobert hatte, kehrte Gloxin heim. Dass er die Insel während der Besatzung verlassen hatte, wurde ihm teilweise übelgenommen. Ein Bauer, der ihn deswegen verklagt hatte, wurde aber zur Zahlung einer Entschädigungssumme verurteilt.
1629 fielen der Pest die Hälfte der Einwohner von Fehmarn zum Opfer. Auch Gloxins vier Kinder aus zweiter Ehe und die dritte, von Fehmarn gebürtige Ehefrau Telsche Pechlin, Tochter eines Ratsverwandten, starben. David Gloxin heiratete ein viertes Mal. Mit Elisabeth Boder (~1610–1670), der Tochter eines Lübecker Bürgers, bekam er einen weiteren Sohn, Benjamin. 1630 wurde er Bürgermeister von Burg. Als Ratsherr setzte er sich für die Kirchenmusik ein.

David Gloxin starb bei seinen älteren Söhnen in Lübeck. Sie errichteten ihm ein Epitaph in der Nikolaikirche in Burg. Das Epitaph trägt die Inschrift: 

„Der Ehrenvester, großachtbarer, wohlgelehrter und wohlweiser Herr Bürgermeister David Gloxinius ist den 11. Sept. Anno 1646 im 79. Jahr seines Alters, nachdem er dieser Stadt in Kirchen und Regimente in die 54 Jahre treulich vorgestanden, selig in Gott entschlaffen und haben dessen hinterlebende 4 Söhne: Giesebrecht – D. David, der keyserl. freien Reichsstadt Lübeck Syndicus – D. Balthaser, dero zu Schleswig-Holstein regierenden fürstl. Durchlaucht Hofrat und Kanonikus des Thumberstiftes zu Lübeck – und Benjamin ihrem seligen Vater zu Ehren und gutter Gedechnis dieses Epitaphium nachsetzen lassen“

Dieses Epitaph ist wie das seines jüngsten Sohnes erhalten. Benjamin Gloxin starb als Student in Jena nach längerer Krankheit 1658.